# Phyllonorycter viburni
Phyllonorycter viburni là một loài bướm đêm thuộc họ Gracillariidae. Loài này có ở Nhật Bản (Honsyu, Sikoku và Kyusyu).
Sải cánh dài 6.5-8.5 mm.
Ấu trùng ăn Viburnum dilatatum, Viburnum erosum và Viburnum wrightii. Chúng ăn lá nơi chúng làm tổ. The mine is ptychonomous và located on the space between two veins of the lower surface of the leaf.